# Ride the Tiger
Ride the Tiger är Yo La Tengos debutalbum från 1986.

## Låtlista
1. The Cone of Silence – 2:49
2. Big Sky – 2:46
3. The Evil That Men Do – 4:11
4. The Forest Green – 3:23
5. The Pain of Pain – 5:35
6. The Way Some People Die – 3:37
7. The Empty Pool – 2:21
8. Alrock's Bells – 4:08
9. Five Years – 3:45
10. Screaming Dead Balloons – 3:17
11. Living In The Country – 2:14
12. The River Of Water – 2:30
13. A House Is Not A Motel – 3:43
14. Crispy Duck – 3:04
15. Closing Time – 3:45

De sista fyra låtarna tillkom vid en återutgivning av skivan

## Medverkande
- Ira Kaplan, Dave Schramm (sång och gitarr)
- Mike Lewis (bas)
- Georgia Hubley (trummor)
- Andra medverkande: David Bither, Mike Tchang (saxofon); Chris Nelson (trombon); Cliny Conley, Dave Rick (bas)